# Krigsskolen
Krigsskolen ist die Militärakademie der Norwegischen Armee in Oslo.
Die Akademie wurde durch Königliches Dekret am 16. Dezember 1750 als Den frie matematiske skole i Christiania errichtet und ist daher die älteste höhere Lehranstalt Norwegens.  
Neben der Ausbildung des zukünftigen Offizierskorps in Militärwissenschaften ist die Schule für die Ausbildung in der Mathematik, Naturwissenschaften, Architektur und Ingenieurwissenschaften bekannt. Viele Infrastrukturbauten wie Brücken wurden von Absolventen der Krigsskolen geplant und errichtet.
Den Offiziersschülern steht eine Bibliothek mit rund 11.000 Büchern und 130 abonnierten Zeitungen und Zeitschriften zur Verfügung.

## Absolventen
An dieser Akademie hat König Harald V. von Norwegen einen Teil seiner Ausbildung absolviert.